# 張羽 (弘治丙辰進士)
張羽（1467年—1536年），字鳳舉，號東田，直隸揚州府泰興縣人，軍籍，明朝政治人物。

## 生平
弘治八年（1495年）乙卯科應天鄉試第十五名舉人，九年（1496年）中式丙辰科會試第一百五十一名，三甲第六十名進士。授淳安縣知縣，調寧海縣知縣，正德二年（1507年）六月選授江西道監察御史，因彈劾劉瑾被下詔獄，獲釋，七年（1512年）巡按雲南，出為保定府知府，以母病乞歸，十三年（1518年）起為邵武府知府，十五年（1520年）十一月升河南按察司副使，升河南布政使司左參政，調四川布政使司左參政，嘉靖八年（1529年）升河南左布政使，與撫按不合，致仕歸里，十五年（1536年）卒於家。

## 著作
著有《東田遺稿》二卷。

## 家族
曾祖張忠，知府；祖父張琳；父張黼，國子生。母蔡氏。具庆下。弟張翀、張𦒎。兄弟三人皆進士，號「三鳳」，朝廷敕命建坊。